# Гербы Астраханской области
Список гербов муниципальных образований Астраханской области Российской Федерации.
В рамках муниципального устройства области, в границах административно-территориальных единиц Астраханской области всего к 1 января 2019 года было образовано 141 муниципальных образования:
- 2 городских округа;
- 11 муниципальных районов
  - 11 городских поселений
  - 117 сельских поселений.

## Гербы городских округов
| Герб | Наименование                         | Дата утверждения     | Номер в ГГР |
| ---- | ------------------------------------ | -------------------- | ----------- |
|      | Герб Астраханского городского округа | 13 августа 2015 года | 280         |
|      | Герб Знаменского городского округа   | 25 февраля 2010 года | 692         |

## Гербы муниципальных районов
| Герб | Наименование              | Дата утверждения     | Номер в ГГР |
| ---- | ------------------------- | -------------------- | ----------- |
|      | Герб Ахтубинского района  | 28 июня 2007 года    | 3520        |
|      | Герб Володарского района  | 28 января 1999 года  | 431         |
|      | Герб Енотаевского района  | 27 декабря 2007 года | 3960        |
|      | Герб Икрянинского района  | 20 июня 2000 года    |             |
|      | Герб Камызякского района  |                      |             |
|      | Герб Красноярского района | 24 ноября 1998 года  | 415         |